# Жуан I
Жуа́н I (порт. João I; 11 квітня 1357 — 14 серпня 1433) — король Португалії (1385—1433). Магістр Авіського ордену (1364—1385). Представник Португальського Бургундського дому, засновник Авіської династії. Народився у Лісабоні, Португалія. Позашлюбний син португальського короля Педру I від коханки Терези. Зійшов на трон в період міжкоролів'я, що позначився громадянською війною та інтервенцією Кастилії. Після Лісабонського повстання проголошений захисником королівства (1383). Керував обороною Лісабона від військ кастильського короля Хуана І (1384). Обраний королем рішенням Коїмбрських кортесів (1385). Здобув вирішальну перемогу над кастильськими інтервентами у битві при Алжубарроті (1385). На згадку про це фундував Батальський монастир Марії-Переможниці. Уклав Вінздорський договір з Англією, скерований проти кастильсько-французького союзу в Столітній війні (1386). Одружився з англійською принцесою Філліпою, донькою ланкастерського герцога Джона Гентського (1387). Приєднав Сеуту (1415). Батько так званої «блискучої генерації» — португальського короля Дуарте, коїмбрського герцога Педру, візеуського герцога Енріке Мореплавця, бургундської герцогині Ізабели, конетабля Жуана, авіського адміністратора Фернанду, браганського герцога Афонсу. Помер у Лісабоні. Похований у Батальському монастирі. Прізвиська — Добропа́м'ятний (порт. o de Boa Memória).

## Імена
- Жуа́н I (порт. João I, ст.-порт. Joham I) — у португальських джерелах.
- Жуа́н I Аві́ський (порт. João I de Avis) — за назвою очолюваного ним Авіського ордену та назвою заснованої династії.
- Жуа́н Вели́кий (порт. João, o Grande) — за відстоювання незалежності Португалії й заснування Авіської династії.
- Жуа́н Добропа́м'ятний (порт. João, o de Boa Memória)
- Жуа́н I Португа́льський (порт. João I de Portugal) — за назвою країни.
- Іва́н I, Йоа́нн I (лат. Ioannes I), або Йога́нн I (сер. лат. Johannes I) — у латинських джерелах.
- Хуа́н I (ісп. Juan I) — у кастильських, іспанських джерелах.
- Жоа́н I (ст.-порт. Joham I) — у старопортугальських джерелах.

## Біографія

### Молоді роки
Жуан народився 11 квітня 1357 року, о 3-й годині дня, в Лісабоні. Він був позашлюбним сином португальського короля Педру I від коханки Терези, галійсійської шляхтянки.
Хлопець мав декількох старших звідних братів — Фернанду I, що згодом став португальським королем; а також інфантів Жуана і Дініша, синів Інес де Кастро, які в майбутньому ворогували із ним за престол.
Першим вихователем маленького Жуана був Лоренсу Мартінш Праса, багатий міщанин з Лісабону. Згодом хлопчиком опікувався галісієць Нуньо Фрейре де Андраде, магістр Ордену Христа, родич матері. Під керівництвом суворого наставника королевич вчився лицарській справі, читанню, арифметиці й управлінню.
1364 року 7-річного Жуана обрали магістром духовно-лицарського Авіського ордену. Вибори пройшли після смерті попереднього голови Мартіна де Авелара, на прохання вихователя Нуньо й з благословення короля-батька. Згодом за іменем цього ордену називалася Авіська династія, започаткована Жуаном.
Як і всі члени Авіського ордену Жуан дав чернечу обітницю цнотливого життя. Але в юності завів собі коханку Інеш Піріш, доньку єврейського шевця. 1377 року вона народила магістрові первістка, позашлюбного сина Афонсу. Він став засновником видатного Браганського дому, який після вигасання Авіської династії став правити Португалією.

### Конфлікт із королевою Леонорою
18 січня 1367 року помер португальський король Педру І. На престол зійшов його син Фернанду I, звідний брат Жуана. 1371 року він одружився зі своєю фавориткою Леонорою Телеш. На перших порах вона була приязною до авіського магістра, але поступово стала вбачати у ньому ворога, небезпечного претендента на трон. Ворожнеча між Леонорою та Жуаном посилилася після того як при дворі стало відомо про перелюб королеви із графом Хуаном де Андейро. Ненависть Леонори підігрівало ставлення підданих — вони ненавиділи королеву за властолюбство й розбещеність, але дуже шанували Жуана за просту та аскетизм.
Фернанду І вів затяжні війні з Кастилією. Незважаючи на це, його брати Дініша і Жуана, сини Інес де Кастро, виїхали до ворожої країни. Перший, не бажаючи визнавати Леонору королевою, перейшов на бік кастильського короля, а другий, ставши жертвою інтриг королеви, був змушений тікати з Португалії. Авіський магістр залишався єдиним інфантом при Фернанду І, що той дуже цінував.
1382 року, коли королівський двір перебував у Еворі, авійський магістр Жуан опинивися у місцевій тюрмі через інтриги королеви Леонори Телеш. Королева підробила листи, в яких іменем короля наказувала місцевому каштеляну Вашку де Мело стратити ув'язненого. Каштелян побоявся убивати королівського брата й наступного дня особисто прийшов до Фернанду І уточнити зміст розпорядження. Здивований король скасував його і негайно звільнив Жуана. Як зазначає Лівермор, у порятунку Жуана відіграло заступництво англійців, зокрема кембриджського графа Едмунда. Ймовірно, саме відтоді Жуан вступив у тісні контакти з ними і, згодом, підтримував у війнах з кастильцями.
Незважаючи на викриття, Леонора не заспокоювалася і намагалася знищити Жуана під будь-яким приводом. Зокрема, вона звинуватила його у намірах тікати до ворожої Кастилії на підставі того, що він, мовляв, «отримав великі гроші від продажу отари овець».

### Міжкоролів'я. Лісабонське повстання

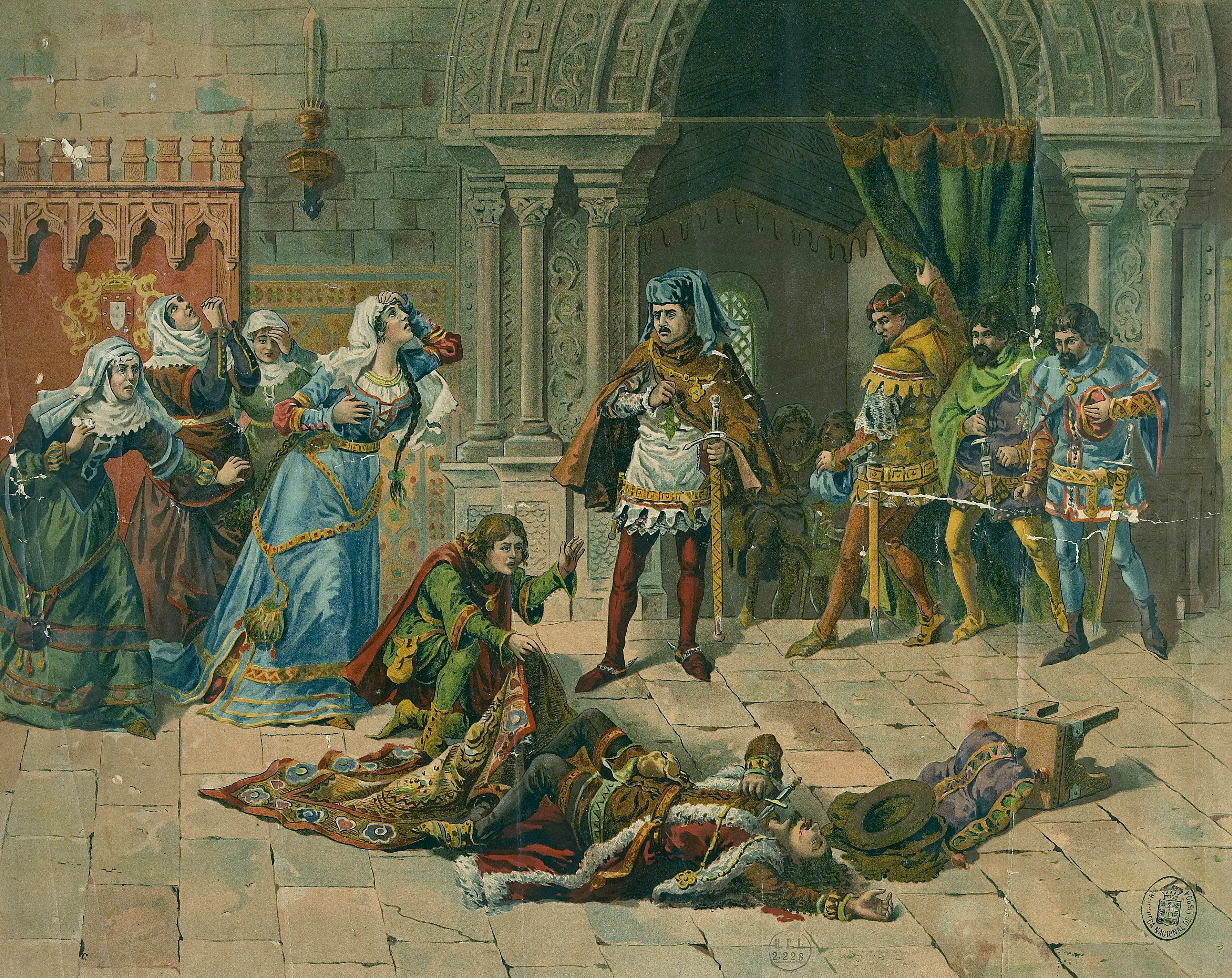
Жуан вбиває графа Андейро, коханця королеви й лідера прокастильської партії.

22 жовтня 1383 року помер брат Жуана, король Фернанду І. Це спричинило дворічну династичну кризу. Малолітня донька покійного короля Беатриса була заручена із кастильським королем Хуаном І. Від її імені Португалією правила королева-матір Леонора Телеш, що займала посаду регента королівства. За умовами Салватеррського договору після досягнення повноліття Беатриси корона Португалії переходила її нащадкам, народженим у шлюбі з Хуаном. Це означало фактичне поглинання країни Кастилією. Через неприязнь до королеви-регентші та страх перед втратою незалежності португальські міщани та дрібна шляхта сформували патріотичну партію. Вони вимагали передати корону авіському магістру Жуану як синові короля Педру.
6 грудня 1383 року в столиці, за намовлянням канцлера Алвару Пайша, Жуан убив Хуана де Андейро, коханця королеви-регентші Леонори, голову про-кастильської партії в уряді. Вбивство поклало початок Лісабонському повстанню, в ході якого міщани захопили місто, убили єпископ-кастильця Мартіна Саморського й арештували королеву-регентшу Леонору. Тим не менш, вона втекла зі столиці до Аленкера, де її знайшов канцлер Алвару. Він запропонував їй одружитися із магістром Жуаном, аби примирити ворогуючі сторони. Королева відхилила цей план, бо боялася що кастильський король сприйме це як зраду.
Тим часом Жуан отримав повну підтримку повсталих міщан Лісабона, які проголосили його «захисником і управителем Королівства». 16 грудня 1383 року він сформував новий уряд, куди увійшли переважно представники третього стану. Новим канцлером став досвідчений португальський юрист Жуан Реграський, скарбником — англійський купець Персіваль, радниками — бразький архієпископ Лоренсу Вісенте, єдиний прелат його в правлінні, та Нуну Алваріш Перейра, один із небагатьох анти-кастильськи налаштованих шляхтичів. Для керування столицею було створено новий орган — вибону раду-магістрат Дім двадцяти чотирьох. Щороку, на день святого Томи, до неї обиралися найкращі представники 12 лісабонських ремісничих цехів (по 2 від цеху). Рада обирала голову — народного суддю, писаря і 4 депутатів цехів, які керували засіданнями у справах столиці. Народний суддя вважався головою лісабонських міщан й виступав посередником між ними і королем.
Більшість португальської шляхти і духовенства підтримували королеву-регентшу Леонору Телеш, менша частина — старшого сина Інес де Кастро, або кастильського короля Хуана І. Зокрема, останнього підтримували коїмбрський єпископ Хуан Кабеса-де-Вака й гуардський єпископ Афонсу Коррейя. Португальська еліта поставилася до Лісабонського виступу як до плебейського заворушення. Тим не менш, хроніст Фернан Лопеш зазначає, що повстанці Жуана були дуже мотивовані й одностайні; попри брак людей, зброї й гарних керівників вони один-за-одним здобували добре укріплені замки своїх опонентів.

### Втручання Кастилії
У січня 1384 року кастильський король Хуан І вдерся до Португалії. Він захопив прикордонну Гуарду і, пройшовши через Бейрівську провінцію, дійшов до Сантарена.
Коли Жуан та Нуну Перейра облягли Аленкер, Леонора встигла вислизнути із замку й подалася до ставки Хуана. Вона зустрілася із ним у Сантарені й за намовлянням зятя зріклася регентства на його користь. Проте незадоволена своїм становищем, королева почала плести змову з метою вбити кастильського короля. Її змову викрили у березні того ж року. Розлючений Хуан арештував королеву-тещу й відправив її під конвоєм до Кастилії, де заточив у Тордесільяському монастирі.
У лютому 1384 року кастильський авангард рушив із Сантарена до Луміара, у напрямку португальської столиці. Жуан і Нуну Перейра покинули Аленкер й зосередилися на обороні Лісабона. Туди ж рушив і король Хуан, який у березні покинув Сантарен.
6 квітня відбувся бій при Атолейруші, поблизу Ештремоша, в якому Нуну Перейра наголову розгромив кастильських лицарів силами португальської піхоти. Тим не менш, противник оточив Лісабон з суші й вислав флот, аби блокувати місто у гирлі річки Таг. Жуан звернувся за допомогою до Англії. Хоча португальці не знали поразок на полі бою, ситуація виглядала програшно: Лісабон і Порту були в облозі, а землі на північ від Тазької долини були сплюндровані.
На щастя для Жуана під Лісабоном у кастильському таборі спалахнула епідемія чуми. Через небезпеку втрати військо і власне життя, король Хуан вирішив зняти облогу. Він повернутися до Кастилії, сподіваючись здобути португальську столицю наступного року.
6 квітня 1385 року Коїмбрські кортеси проголосили Жуана королем Португалії. Після цього його війська захопили північ країни. У відповідь кастильський король Хуан І вторгся до Португалії, сподіваючись захопити столицю Лісабон й скинути Жуана з престолу. 14 серпня 1385 року кастильські й португальські армії зійшлися у битві при Алжубарроті, яка завершилася повною перемогою жуанітів. Хуан І був змушений тікати до Кастилії. Його війська покинули більшість португальських міст, а противники нового короля з числа португальської шляхти здалися йому на милість. Завдяки перемозі Жуан утвердився на троні й перейшов у наступ, розпочавши бойові дії у кастильському прикордонні.
11 лютого 1387 року Жуан одружився із Філіппою Ланкастерською, донькою Джона Гентського. Цей шлюб скріпив португальсько-англійський союз, скерований проти Кастилії і Франції.
1390 року кастильський король Хуан І помер, не залишивши по собі спадкоємців від португальської інфанти Беатриси. Разом із цим вигасла головна гілка Португальського Бургундського дому й законні претенденти на португальський престол. 1410 року Жуан уклав мир із Кастилією, що дозволило йому зосередитися на внутрішній політиці.

### Приєднання Сеути
Жуан І був першим португальським монархом, який розпочав підкорення Північної Африки. 1412 року, під тиском власних синів та членів королівської ради, він розгорнув підготовку до захоплення великого середземноморського міста Сеута, що належало Марокканському султанату. 25 липня 1415 року король особисто очолив морський похід, до якого зголосилося 20 тисяч найманців-добровольців. 21 серпня португальська армія під командуванням інфантів Педру й Енріке здобули Сеуту штурмом. У Сеутській мечеті, перетвореній переможцями на церкву, Жуан І посвятив своїх синів у лицарі. Він також дарував обом титули герцогів Коїмбрського і Візеуського, найстарші в королівстві. Сама Сеута стала першим північно-африканським форпостом Португалії.
1418 року було зайнято острів Порту-Санту — початок колонізації Мадейри.
1422 року відбулася зміна іспанської ери літочислення на юліанську.
1431 року укладено «вічний мир» з Кастилією.

## Родина

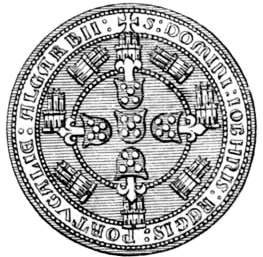
Печатка Жуана І з гербом Португалії.

Дружина — Філіппа (1360—1415), донька ланкастерського герцога Джона Гентського
Діти:
- Бранка (1388—1389), померла немовлям
- Афонсу (1390—1400), спадкоємець престолу, помер юнаком
- Дуарте (1391—1438), король Португалії (1433—1438)
- Педру (1392—1449), герцог Коїмбрський (1415—1449), регент (1439—1449)
- Енріке (1394—1460), герцог Візеуський (1415—1460), магістр Ордену Христа (1420—1460)
- Ізабела (1397—1471) ∞ Філіпп III, бургундський герцог
- Жуан (1400—1442), конетабль Португалії (1431—1442)
- Фернанду (1402—1443), адміністратор Авіського ордену (1434—1443)

- Коханка: Інеш Піреш (?—?), донька єврейського шевця

Бастарди:
- Афонсу (1377—1461), герцог Браганський (1442—1461)
- Беатриса (1380—1439) ∞ 1) Томас Фіцалан, граф Арундельський ; 2) Джон Голланд, граф  Гантінгдонський

## Титули

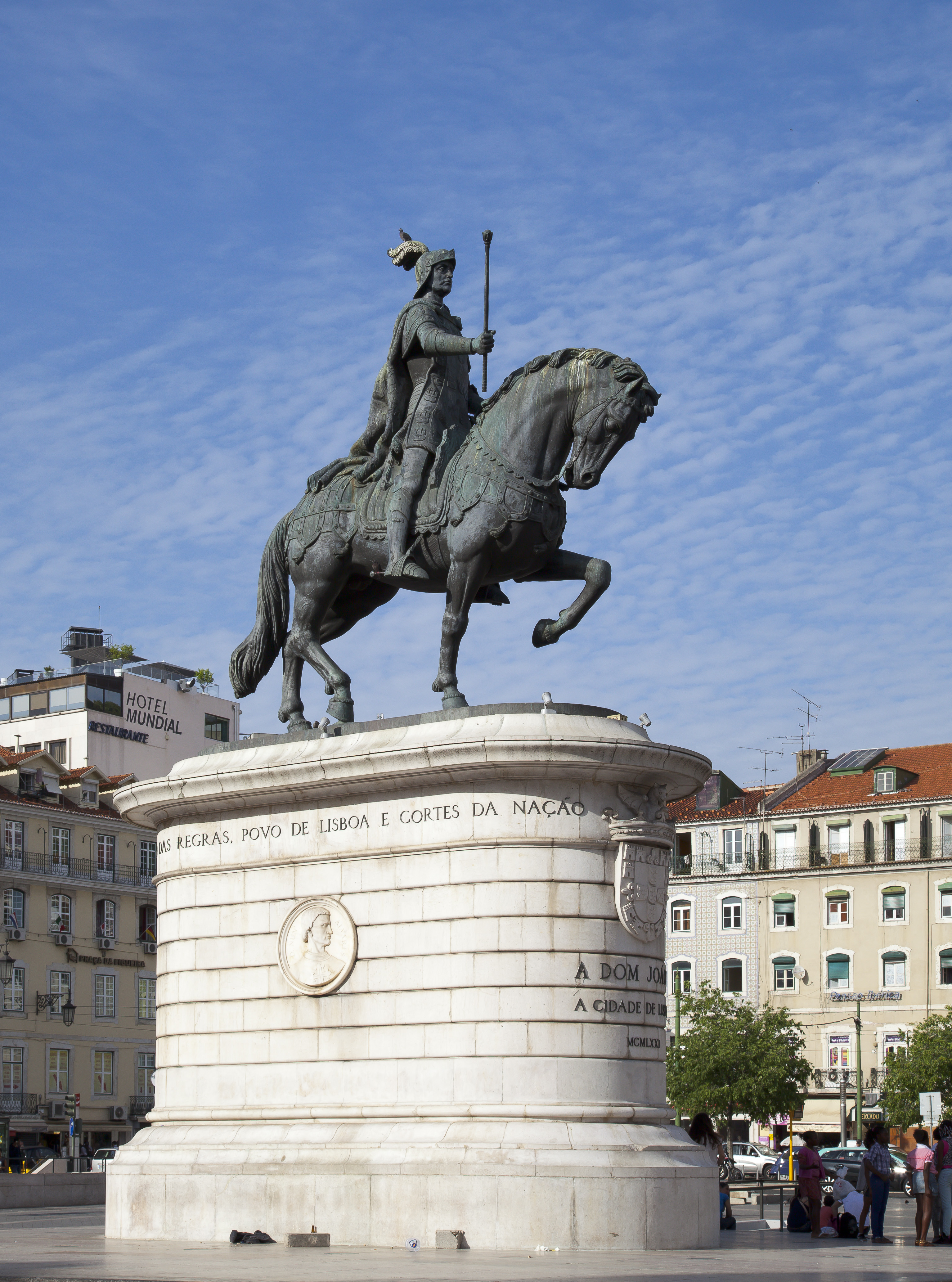
Пам'ятник Жуану І в Лісабоні

1385-1415: король Португалії й Алгарве
- 1385, грудень

пан Йоганн, з ласки Божої король Португалії й Алгарве.
Dom Joham pela graça de Deos Rey de Purtugal, e do Algarve.
- 1401, квітень

пан Йоганн, з ласки Божої король Португалії й Алгарве.
Dom Joham pela graça de deus Rey de portugal e do algarue.
- 1413, червень

Йоганн, з ласки Божої король Португалії й Алгарве.
Johannes, Dei gratiâ, Portugaliæ & Algarbii Rex.
- 1414, березень

пан Йоганн, з ласки Божої король Португалії й Алгарве.
Dom Joham per graça de Deos Rey de Purtugal, e do Algarue.
1415-1433: король Португалії й Алгарве, господар Сеути.